# Lijst van staatshoofden en regeringsleiders in 2022
Deze lijst van staatshoofden en regeringsleiders in 2022 noemt de staatshoofden en regeringsleiders die in 2022 actief waren van de 193 landen die zijn aangesloten bij de Verenigde Naties alsmede Kosovo, Palestina, Taiwan en Vaticaanstad.

## A
| Landsnaam                                     | Staatshoofd | Regeringsleider                                                             |
| --------------------------------------------- | --- | --------------------------------------------------------------------------- |
| Afghanistan                                   | |                                                                             |
| Waarnemend president Amrullah Saleh (betwist) | |                                                                             |
| Opperste leider Haibatullah Akhundzada        | Premier Hasan Akhund (waarnemend) |                                                                             |
| Albanië                                       | President Ilir Meta (tot 24 juli) President Bajram Begaj (vanaf 24 juli)                                                                                   | Premier Edi Rama                                                            |
| Algerije                                      | President Abdelmadjid Tebboune | Premier Aymen Benabderrahmane                                               |
| Andorra                                       | Coprins Joan Enric Vives i Sicília Coprins Emmanuel Macron                                                                                                 | Premier Xavier Espot Zamora                                                 |
| Angola                                        | President João Lourenço | President João Lourenço                                                     |
| Antigua en Barbuda                            | Koningin Elizabeth II (tot 8 september) Koning Charles III (vanaf 8 september)                                                                             | Premier Gaston Browne                                                       |
| Argentinië                                    | President Alberto Fernández | President Alberto Fernández                                                 |
| Armenië                                       | President Armen Sarkisian (tot 1 februari) President Alen Simonian (waarnemend, van 1 februari tot 13 maart) President Vahagn Khachatryan (vanaf 13 maart) | Premier Nikol Pasjinian                                                     |
| Australië                                     | Koningin Elizabeth II (tot 8 september) Koning Charles III (vanaf 8 september)                                                                             | Premier Scott Morrison (tot 23 mei) Premier Anthony Albanese (vanaf 23 mei) |
| Azerbeidzjan                                  | President İlham Əliyev | Premier Ali Asadov                                                          |

## B
| Landsnaam             | Staatshoofd | Regeringsleider |
| --------------------- | --- | --- |
| Bahama's              | Koningin Elizabeth II (tot 8 september) Koning Charles III (vanaf 8 september) | Premier Philip Davis |
| Bahrein               | Koning Hamad bin Isa Al Khalifa | Premier Salman bin Hamad bin Isa Al Khalifa |
| Bangladesh            | President Abdul Hamid | Premier Sjeik Hasina Wajed |
| Barbados              | President Sandra Mason | Premier Mia Mottley |
| België                | Koning Filip | Premier Alexander De Croo |
| Belize                | Koningin Elizabeth II (tot 8 september) Koning Charles III (vanaf 8 september) | Premier Johnny Briceño |
| Benin                 | President Patrice Talon | President Patrice Talon |
| Bhutan                | Koning Jigme Khesar Namgyel Wangchuk | Premier Lotay Tshering |
| Bolivia               | President Luis Arce | President Luis Arce |
| Bosnië en Herzegovina | Drie-presidentschap (tot 16 november): Milorad Dodik, Šefik Džaferović (voorzitter vanaf 20 maart) en Željko Komšić (voorzitter tot 20 maart) Drie-presidentschap (vanaf 16 november): Denis Bećirović, Željka Cvijanović (voorzitter) en Željko Komšić | Premier Zoran Tegeltija |
| Botswana              | President Mokgweetsi Masisi | President Mokgweetsi Masisi |
| Brazilië              | President Jair Bolsonaro | President Jair Bolsonaro |
| Brunei                | Sultan en premier Hassanal Bolkiah | Sultan en premier Hassanal Bolkiah |
| Bulgarije             | President Rumen Radev | Premier Kiril Petkov (tot 2 augustus) Premier Galab Donev (waarnemend, vanaf 2 augustus)                                                                                                |
| Burkina Faso          | President Roch Marc Christian Kaboré (tot 24 januari) President Paul-Henri Sandaogo Damiba (waarnemend, van 24 januari tot 30 september) President Ibrahim Traoré (waarnemend, vanaf 30 september)                                                      | Premier Lassina Zerbo (tot 24 januari) Premier Albert Ouédraogo (waarnemend, van 3 maart tot 30 september) Premier Apollinaire Joachim Kyélem de Tambèla (waarnemend, vanaf 21 oktober) |
| Burundi               | President Évariste Ndayishimiye | Premier Alain-Guillaume Bunyoni (tot 7 september) Premier Gervais Ndirakobuca (vanaf 7 september)                                                                                       |

## C
| Landsnaam                     | Staatshoofd                                                                                 | Regeringsleider                                                                             |
| ----------------------------- | ------------------------------------------------------------------------------------------- | ------------------------------------------------------------------------------------------- |
| Cambodja                      | Koning Norodom Sihamoni                                                                     | Premier Hun Sen                                                                             |
| Canada                        | Koningin Elizabeth II (tot 8 september) Koning Charles III (vanaf 8 september)              | Premier Justin Trudeau                                                                      |
| Centraal-Afrikaanse Republiek | President Faustin-Archange Touadéra                                                         | Premier Henri-Marie Dondra (tot 9 februari) Premier Félix Moloua (vanaf 9 februari)         |
| Chili                         | President Sebastián Piñera (tot 11 maart) President Gabriel Boric (vanaf 11 maart)          | President Sebastián Piñera (tot 11 maart) President Gabriel Boric (vanaf 11 maart)          |
| China                         | President Xi Jinping                                                                        | Premier Li Keqiang                                                                          |
| Colombia                      | President Iván Duque (tot 7 augustus) President Gustavo Petro (vanaf 7 augustus)            | President Iván Duque (tot 7 augustus) President Gustavo Petro (vanaf 7 augustus)            |
| Comoren                       | President Azali Assoumani                                                                   | President Azali Assoumani                                                                   |
| Congo-Brazzaville             | President Denis Sassou-Nguesso                                                              | Premier Anatole Collinet Makosso                                                            |
| Congo-Kinshasa                | President Félix Tshisekedi                                                                  | Premier Jean-Michel Sama Lukonde                                                            |
| Costa Rica                    | President Carlos Alvarado Quesada (tot 8 mei) President Rodrigo Chaves Robles (vanaf 8 mei) | President Carlos Alvarado Quesada (tot 8 mei) President Rodrigo Chaves Robles (vanaf 8 mei) |
| Cuba                          | President Miguel Díaz-Canel                                                                 | Premier Manuel Marrero Cruz                                                                 |
| Cyprus                        | President Nikos Anastasiadis                                                                | President Nikos Anastasiadis                                                                |

## D
| Landsnaam              | Staatshoofd                            | Regeringsleider                   |
| ---------------------- | -------------------------------------- | --------------------------------- |
| Denemarken             | Koningin Margarethe II                 | Premier Mette Frederiksen         |
| Djibouti               | President Ismaïl Omar Guelleh          | Premier Abdoulkader Kamil Mohamed |
| Dominica               | President Charles Savarin              | Premier Roosevelt Skerrit         |
| Dominicaanse Republiek | President Luis Abinader                | President Luis Abinader           |
| Duitsland              | Bondspresident Frank-Walter Steinmeier | Bondskanselier Olaf Scholz        |

## E
| Landsnaam          | Staatshoofd                             | Regeringsleider                      |
| ------------------ | --------------------------------------- | ------------------------------------ |
| Ecuador            | President Guillermo Lasso               | President Guillermo Lasso            |
| Egypte             | President Abdul Fatah al-Sisi           | Premier Moustafa Madbouly            |
| El Salvador        | President Nayib Bukele                  | President Nayib Bukele               |
| Equatoriaal-Guinea | President Teodoro Obiang Nguema Mbasogo | Premier Francisco Pascual Obama Asue |
| Eritrea            | President Isaias Afewerki               | President Isaias Afewerki            |
| Estland            | President Alar Karis                    | Premier Kaja Kallas                  |
| Ethiopië           | President Sahle-Work Zewde              | Premier Abiy Ahmed                   |

## F
| Landsnaam  | Staatshoofd                                                                            | Regeringsleider                                                                         |
| ---------- | -------------------------------------------------------------------------------------- | --------------------------------------------------------------------------------------- |
| Fiji       | President Wiliame Katonivere                                                           | Premier Frank Bainimarama (tot 24 december) Premier Sitiveni Rabuka (vanaf 24 december) |
| Filipijnen | President Rodrigo Duterte (tot 30 juni) President Ferdinand Marcos jr. (vanaf 30 juni) | President Rodrigo Duterte (tot 30 juni) President Ferdinand Marcos jr. (vanaf 30 juni)  |
| Finland    | President Sauli Niinistö                                                               | Premier Sanna Marin                                                                     |
| Frankrijk  | President Emmanuel Macron                                                              | Premier Jean Castex (tot 16 mei) Premier Élisabeth Borne (vanaf 16 mei)                 |

## G
| Landsnaam     | Staatshoofd                                                                    | Regeringsleider                                                                          |
| ------------- | ------------------------------------------------------------------------------ | ---------------------------------------------------------------------------------------- |
| Gabon         | President Ali Bongo Ondimba                                                    | Premier Rose Christiane Raponda                                                          |
| Gambia        | President Adama Barrow                                                         | President Adama Barrow                                                                   |
| Georgië       | President Salome Zoerabisjvili                                                 | Premier Irakli Garibasjvili                                                              |
| Ghana         | President Nana Akufo-Addo                                                      | President Nana Akufo-Addo                                                                |
| Grenada       | Koningin Elizabeth II (tot 8 september) Koning Charles III (vanaf 8 september) | Premier Keith Mitchell (tot 24 juni) Premier Dickon Mitchell (vanaf 24 juni)             |
| Griekenland   | President Katerina Sakellaropoulou                                             | Premier Kyriakos Mitsotakis                                                              |
| Guatemala     | President Alejandro Giammattei                                                 | President Alejandro Giammattei                                                           |
| Guinee        | President Mamady Doumbouya                                                     | Premier Mohamed Béavogui (waarnemend, tot 16 juli) Premier Bernard Gomou (vanaf 16 juli) |
| Guinee-Bissau | President Umaro Sissoco Embaló                                                 | Premier Nuno Gomes Nabiam                                                                |
| Guyana        | President Irfaan Ali                                                           | Premier Mark Phillips                                                                    |

## H
| Landsnaam | Staatshoofd                                                                                   | Regeringsleider                                                                               |
| --------- | --------------------------------------------------------------------------------------------- | --------------------------------------------------------------------------------------------- |
| Haïti     | President Ariel Henry (waarnemend)                                                            | Premier Ariel Henry                                                                           |
| Honduras  | President Juan Orlando Hernández (tot 27 januari) President Xiomara Castro (vanaf 27 januari) | President Juan Orlando Hernández (tot 27 januari) President Xiomara Castro (vanaf 27 januari) |
| Hongarije | President János Áder (tot 9 mei) President Katalin Novák (vanaf 10 mei)                       | Premier Viktor Orbán                                                                          |

## I
| Landsnaam | Staatshoofd                                                                             | Regeringsleider |
| --------- | --------------------------------------------------------------------------------------- | --- |
| Ierland   | President Michael D. Higgins                                                            | Taoiseach Micheál Martin (tot 17 december) Taoiseach Leo Varadkar (vanaf 17 december)                                                |
| IJsland   | President Guðni Thorlacius Jóhannesson                                                  | Premier Katrín Jakobsdóttir |
| India     | President Ram Nath Kovind (tot 25 juli) President Draupadi Murmu (vanaf 25 juli)        | Premier Narendra Modi |
| Indonesië | President Joko Widodo                                                                   | President Joko Widodo |
| Irak      | President Barham Salih (tot 17 oktober) President Abdul Latif Rashid (vanaf 17 oktober) | Premier Mustafa Al-Kadhimi (tot 27 oktober) Premier Mohammed Shia' Al Sudani (vanaf 27 oktober)                                      |
| Iran      | Ayatollah Ali Khamenei                                                                  | President Ebrahim Raisi |
| Israël    | President Yitzhak Herzog                                                                | Premier Naftali Bennett (tot 30 juni) Premier Yair Lapid (van 1 juli tot 29 december) Premier Benjamin Netanyahu (vanaf 29 december) |
| Italië    | President Sergio Mattarella                                                             | Premier Mario Draghi (tot 22 oktober) Premier Giorgia Meloni (vanaf 22 oktober)                                                      |
| Ivoorkust | President Alassane Ouattara                                                             | Premier Patrick Achi |

## J
| Landsnaam | Staatshoofd | Regeringsleider                |
| --------- | --- | ------------------------------ |
| Jamaica   | Koningin Elizabeth II (tot 8 september) Koning Charles III (vanaf 8 september)                                         | Premier Andrew Holness         |
| Japan     | Keizer Naruhito | Premier Fumio Kishida          |
| Jemen     | President Abd Rabbuh Mansur Al-Hadi (tot 7 april) Voorzitter van de presidentiële raad Rashad al-Alimi (vanaf 7 april) | Premier Maeen Abdulmalik Saeed |
| Jordanië  | Koning Abdoellah II | Premier Bisjer Al-Khasawneh    |

## K
| Landsnaam  | Staatshoofd                                                                             | Regeringsleider |
| ---------- | --------------------------------------------------------------------------------------- | --- |
| Kaapverdië | President José Maria Neves                                                              | Premier Ulisses Correia e Silva |
| Kameroen   | President Paul Biya                                                                     | Premier Joseph Dion Ngute |
| Kazachstan | President Kassym-Jomart Tokajev                                                         | Premier Askar Mamin (tot 5 januari) Premier Alichan Smajlov (vanaf 5 januari) |
| Kenia      | President Uhuru Kenyatta (tot 13 september) President William Ruto (vanaf 13 september) | President Uhuru Kenyatta (tot 13 september) President William Ruto (vanaf 13 september)                                                                                             |
| Kirgizië   | President Sadyr Zjaparov                                                                | Premier Akylbek Zjaparov |
| Kiribati   | President Taneti Maamau                                                                 | President Taneti Maamau |
| Koeweit    | Emir Nawaf Al-Ahmad Al-Jaber Al-Sabah                                                   | Premier Sabah Al-Khalid Al-Sabah (tot 19 juli) Premier Mohammad Sabah Al-Salem Al-Sabah (waarnemend, van 19 juli tot 24 juli) Premier Ahmad Nawaf Al-Ahmad Al-Sabah (vanaf 24 juli) |
| Kosovo     | President Vjosa Osmani                                                                  | Premier Albin Kurti |
| Kroatië    | President Zoran Milanović                                                               | Premier Andrej Plenković |

## L
| Landsnaam     | Staatshoofd                                                                                 | Regeringsleider                                                                             |
| ------------- | ------------------------------------------------------------------------------------------- | ------------------------------------------------------------------------------------------- |
| Laos          | President Thongloun Sisoulith                                                               | Premier Phankham Viphavanh (tot 30 december) Premier Sonexay Siphandone (vanaf 30 december) |
| Lesotho       | Koning Letsie III                                                                           | Premier Moeketsi Majoro (tot 28 oktober) Premier Sam Matekane (vanaf 28 oktober)            |
| Letland       | President Egils Levits                                                                      | Premier Arturs Krišjānis Kariņš                                                             |
| Libanon       | President Michel Aoun (tot 30 oktober) Waarnemend president Najib Mikati (vanaf 31 oktober) | Premier Najib Mikati                                                                        |
| Liberia       | President George Weah                                                                       | President George Weah                                                                       |
| Libië         | Voorzitter van de presidentiële raad Mohamed al-Menfi                                       | Premier Abdul Hamid Dbeibeh Premier Fathi Bashagha (betwist, vanaf 3 maart)                 |
| Liechtenstein | Prins Hans Adam II                                                                          | Premier Daniel Risch                                                                        |
| Litouwen      | President Gitanas Nausėda                                                                   | Premier Ingrida Šimonytė                                                                    |
| Luxemburg     | Groothertog Hendrik                                                                         | Premier Xavier Bettel                                                                       |

## M
| Landsnaam        | Staatshoofd                           | Regeringsleider |
| ---------------- | ------------------------------------- | --- |
| Madagaskar       | President Andry Rajoelina             | Premier Christian Ntsay                                                                                             |
| Malawi           | President Lazarus Chakwera            | President Lazarus Chakwera                                                                                          |
| Malediven        | President Ibrahim Mohamed Solih       | President Ibrahim Mohamed Solih                                                                                     |
| Maleisië         | Koning Abdullah van Pahang            | Premier Ismail Sabri Yaakob (tot 24 november) Premier Anwar Ibrahim (vanaf 24 november)                             |
| Mali             | President Assimi Goïta (waarnemend)   | Premier Choguel Kokalla Maïga (waarnemend, tot 21 augustus) Premier Abdoulaye Maïga (waarnemend, vanaf 21 augustus) |
| Malta            | President George Vella                | Premier Robert Abela                                                                                                |
| Marokko          | Koning Mohammed VI                    | Premier Aziz Akhannouch                                                                                             |
| Marshalleilanden | President David Kabua                 | President David Kabua                                                                                               |
| Mauritanië       | President Mohamed Ould Ghazouani      | Premier Mohamed Ould Bilal                                                                                          |
| Mauritius        | President Prithvirajsing Roopun       | Premier Pravind Jugnauth                                                                                            |
| Mexico           | President Andrés Manuel López Obrador | President Andrés Manuel López Obrador                                                                               |
| Micronesië       | President David Panuelo               | President David Panuelo                                                                                             |
| Moldavië         | President Maia Sandu                  | Premier Natalia Gavrilița                                                                                           |
| Monaco           | Prins Albert II                       | Minister van Staat Pierre Dartout                                                                                   |
| Mongolië         | President Ukhnaagiin Khürelsükh       | Premier Luvsannamsrain Oyun-Erdene                                                                                  |
| Montenegro       | President Milo Đukanović              | Premier Zdravko Krivokapić (tot 28 april) Premier Dritan Abazović (vanaf 28 april)                                  |
| Mozambique       | President Filipe Nyusi                | Premier Carlos Agostinho do Rosário (tot 3 maart) Premier Adriano Maleiane (vanaf 3 maart)                          |
| Myanmar          | Generaal Min Aung Hlaing              | President Myint Swe (waarnemend)                                                                                    |

## N
| Landsnaam                  | Staatshoofd                                                                          | Regeringsleider                                                                             |
| -------------------------- | ------------------------------------------------------------------------------------ | ------------------------------------------------------------------------------------------- |
| Namibië                    | President Hage Geingob                                                               | Premier Saara Kuugongelwa                                                                   |
| Nauru                      | President Lionel Aingimea (tot 29 september) President Russ Kun (vanaf 29 september) | President Lionel Aingimea (tot 29 september) President Russ Kun (vanaf 29 september)        |
| Koninkrijk der Nederlanden | Koning Willem-Alexander                                                              | Minister-president Mark Rutte                                                               |
| Nepal                      | President Bidhya Devi Bhandari                                                       | Premier Sher Bahadur Deuba (tot 26 december) Premier Pushpa Kamal Dahal (vanaf 26 december) |
| Nicaragua                  | President Daniel Ortega                                                              | President Daniel Ortega                                                                     |
| Nieuw-Zeeland              | Koningin Elizabeth II (tot 8 september) Koning Charles III (vanaf 8 september)       | Premier Jacinda Ardern                                                                      |
| Niger                      | President Mohamed Bazoum                                                             | Premier Ouhoumoudou Mahamadou                                                               |
| Nigeria                    | President Muhammadu Buhari                                                           | President Muhammadu Buhari                                                                  |
| Noord-Korea                | Voorzitter van de Commissie voor Staatszaken Kim Jong-un                             | Premier Kim Tok-hun                                                                         |
| Noord-Macedonië            | President Stevo Pendarovski                                                          | Premier Zoran Zaev (tot 16 januari) Premier Dimitar Kovačevski (vanaf 16 januari)           |
| Noorwegen                  | Koning Harald V                                                                      | Premier Jonas Gahr Støre                                                                    |

## O
| Landsnaam   | Staatshoofd                                                                         | Regeringsleider                  |
| ----------- | ----------------------------------------------------------------------------------- | -------------------------------- |
| Oeganda     | President Yoweri Museveni                                                           | Premier Robinah Nabbanja         |
| Oekraïne    | President Volodymyr Zelensky                                                        | Premier Denys Sjmyhal            |
| Oezbekistan | President Sjavkat Mirzijojev                                                        | Premier Abdulla Aripov           |
| Oman        | Sultan Haitham bin Tariq Al Said                                                    | Sultan Haitham bin Tariq Al Said |
| Oost-Timor  | President Francisco Guterres (tot 20 mei) President José Ramos-Horta (vanaf 20 mei) | Premier Taur Matan Ruak          |
| Oostenrijk  | Bondspresident Alexander Van der Bellen                                             | Bondskanselier Karl Nehammer     |

## P
| Landsnaam           | Staatshoofd                                                                          | Regeringsleider |
| ------------------- | ------------------------------------------------------------------------------------ | --- |
| Pakistan            | President Arif Alvi                                                                  | Premier Imran Khan (tot 10 april) Premier Shehbaz Sharif (vanaf 11 april) |
| Palau               | President Surangel Whipps Jr.                                                        | President Surangel Whipps Jr. |
| Palestina           | President Mahmoud Abbas                                                              | Premier Mohammad Shtayyeh |
| Panama              | President Laurentino Cortizo                                                         | President Laurentino Cortizo |
| Papoea-Nieuw-Guinea | Koningin Elizabeth II (tot 8 september) Koning Charles III (vanaf 8 september)       | Premier James Marape |
| Paraguay            | President Mario Abdo Benítez                                                         | President Mario Abdo Benítez |
| Peru                | President Pedro Castillo (tot 7 december) President Dina Boluarte (vanaf 7 december) | Premier Mirtha Vásquez (tot 1 februari) Premier Héctor Valer (van 1 februari tot 8 februari) Premier Aníbal Torres (van 8 februari tot 25 november) Premier Betssy Chávez (van 25 november tot 7 december) Premier Pedro Angulo Arana (van 10 december tot 21 december) Premier Alberto Otárola (vanaf 21 december) |
| Polen               | President Andrzej Duda                                                               | Premier Mateusz Morawiecki |
| Portugal            | President Marcelo Rebelo de Sousa                                                    | Premier António Costa |

## Q
| Landsnaam | Staatshoofd                   | Regeringsleider                                    |
| --------- | ----------------------------- | -------------------------------------------------- |
| Qatar     | Emir Tamim bin Hamad al-Thani | Premier Khalid bin Khalifa bin Abdul Aziz al-Thani |

## R
| Landsnaam | Staatshoofd               | Regeringsleider            |
| --------- | ------------------------- | -------------------------- |
| Roemenië  | President Klaus Johannis  | Premier Nicolae Ciucă      |
| Rusland   | President Vladimir Poetin | Premier Michail Misjoestin |
| Rwanda    | President Paul Kagame     | Premier Édouard Ngirente   |

## S
| Landsnaam                                                               | Staatshoofd | Regeringsleider |
| ----------------------------------------------------------------------- | --- | --- |
| Saint Kitts en Nevis                                                    | Koningin Elizabeth II (tot 8 september) Koning Charles III (vanaf 8 september) | Premier Timothy Harris (tot 6 augustus) Premier Terrance Drew (vanaf 6 augustus) |
| Saint Lucia                                                             | Koningin Elizabeth II (tot 8 september) Koning Charles III (vanaf 8 september) | Premier Philip Pierre |
| Saint Vincent en de Grenadines                                          | Koningin Elizabeth II (tot 8 september) Koning Charles III (vanaf 8 september) | Premier Ralph Gonsalves |
| Salomonseilanden                                                        | Koningin Elizabeth II (tot 8 september) Koning Charles III (vanaf 8 september) | Premier Manasseh Sogavare |
| Samoa                                                                   | O le Ao o le Malo Va'aletoa Sualauvi II | Premier Naomi Mataʻafa |
| San Marino                                                              | Kapitein-regenten Francesco Mussoni en Giacomo Simoncini (tot 1 april) Kapitein-regenten Oscar Mina en Paolo Rondelli (van 1 april tot 1 oktober) Kapitein-regenten Maria Luisa Berti en Manuel Ciavatta (vanaf 1 oktober) | Kapitein-regenten Francesco Mussoni en Giacomo Simoncini (tot 1 april) Kapitein-regenten Oscar Mina en Paolo Rondelli (van 1 april tot 1 oktober) Kapitein-regenten Maria Luisa Berti en Manuel Ciavatta (vanaf 1 oktober) |
| Saoedi-Arabië                                                           | Koning Salman bin Abdoel Aziz al-Saoed | Koning Salman bin Abdoel Aziz al-Saoed (tot 27 september) Kroonprins Mohammad bin Salman al-Saoed (vanaf 27 september) |
| Sao Tomé en Principe                                                    | President Carlos Vila Nova | Premier Jorge Bom Jesus (tot 11 november) Premier Patrice Trovoada (vanaf 11 november) |
| Senegal                                                                 | President Macky Sall | Premier Amadou Ba (vanaf 17 september) |
| Servië                                                                  | President Aleksandar Vučić | Premier Ana Brnabić |
| Seychellen                                                              | President Wavel Ramkalawan | President Wavel Ramkalawan |
| Sierra Leone                                                            | President Julius Maada Bio | Eerste minister Jacob Jusu Saffa |
| Singapore                                                               | President Halimah Yacob | Premier Lee Hsien Loong |
| Slovenië                                                                | President Borut Pahor (tot 23 december) President Nataša Pirc Musar (vanaf 23 december) | Premier Janez Janša (tot 1 juni) Premier Robert Golob (vanaf 1 juni) |
| Slowakije                                                               | President Zuzana Čaputová | Premier Eduard Heger |
| Soedan                                                                  | Voorzitter van de militaire raad Abdel Fattah al-Burhan | Premier Abdalla Hamdok (tot 2 januari) Premier Osman Hussein (waarnemend, vanaf 19 januari) |
| Somalië                                                                 | President Mohamed Abdullahi Mohamed (tot 23 mei) President Hassan Sheikh Mohamud (vanaf 23 mei) | Premier Mohamed Hussein Roble (tot 26 juni) Premier Hamza Abdi Barre (vanaf 26 juni) |
| Spanje                                                                  | Koning Felipe VI | Premier Pedro Sánchez |
| Sri Lanka                                                               | President Gotabaya Rajapaksa (tot 14 juli) President Ranil Wickremesinghe (vanaf 14 juli) | Premier Mahinda Rajapaksa (tot 9 mei) Premier Ranil Wickremesinghe (van 12 mei tot 21 juli) Premier Dinesh Gunawardena (vanaf 22 juli)                                                                                     |
| Suriname                                                                | President Chan Santokhi | President Chan Santokhi |
| Swaziland                                                               | Koning Mswati III | Premier Cleopas Dlamini |
| Syrië                                                                   | President Bashar al-Assad | Premier Hussein Arnous |
| Syrië (deels internationaal erkende regering van de Syrische oppositie) | President Salem al-Meslet | Premier Abdurrahman Mustafa |

## T
| Landsnaam          | Staatshoofd                                                                                         | Regeringsleider |
| ------------------ | --------------------------------------------------------------------------------------------------- | --- |
| Tadzjikistan       | President Emomalii Rachmon                                                                          | Premier Kokhir Rasulzoda |
| Taiwan             | President Tsai Ing-wen                                                                              | Premier Su Tseng-chang |
| Tanzania           | President Samia Suluhu Hassan                                                                       | Premier Kassim Majaliwa |
| Thailand           | Koning Maha Vajiralongkorn Bodindradebayavarangkun                                                  | Premier Prayuth Chan-o-cha (tot 24 augustus) Premier Prawit Wongsuwan (waarnemend, van 24 augustus tot 30 september) Premier Prayuth Chan-o-cha (vanaf 30 september) |
| Togo               | President Faure Eyadéma Gnassingbé                                                                  | Premier Victoire Tomegah Dogbé |
| Tonga              | Koning Tupou VI                                                                                     | Premier Siaosi Sovaleni |
| Trinidad en Tobago | President Paula-Mae Weekes                                                                          | Premier Keith Rowley |
| Tsjaad             | President Mahamat Déby (waarnemend)                                                                 | Premier Albert Pahimi Padacké (tot 12 oktober) Premier Saleh Kebzabo (vanaf 12 oktober)                                                                              |
| Tsjechië           | President Miloš Zeman                                                                               | Premier Petr Fiala |
| Tunesië            | President Kais Saied                                                                                | Premier Najla Bouden |
| Turkije            | President Recep Tayyip Erdoğan                                                                      | President Recep Tayyip Erdoğan |
| Turkmenistan       | President Gurbanguly Berdimuhamedow (tot 19 maart) President Serdar Berdimuhamedow (vanaf 19 maart) | President Gurbanguly Berdimuhamedow (tot 19 maart) President Serdar Berdimuhamedow (vanaf 19 maart)                                                                  |
| Tuvalu             | Koningin Elizabeth II (tot 8 september) Koning Charles III (vanaf 8 september)                      | Premier Kausea Natano |

## U
| Landsnaam | Staatshoofd                        | Regeringsleider                    |
| --------- | ---------------------------------- | ---------------------------------- |
| Uruguay   | President Luis Alberto Lacalle Pou | President Luis Alberto Lacalle Pou |

## V
| Landsnaam                    | Staatshoofd | Regeringsleider |
| ---------------------------- | --- | --- |
| Vanuatu                      | President Tallis Obed Moses (tot 6 juli) President Seule Simeon (waarnemend, van 6 juli tot 23 juli) President Nikenike Vurobaravu (vanaf 23 juli)                                    | Premier Bob Loughman (tot 4 november) Premier Ishmael Kalsakau (vanaf 4 november)                                                 |
| Vaticaanstad                 | Paus Franciscus | Voorzitter van de Pauselijke Commissie: Fernando Vérgez Alzaga L.C.                                                               |
| Venezuela                    | President Nicolás Maduro (betwist) Waarnemend president Juan Guaidó (deels internationaal erkend)                                                                                     | President Nicolás Maduro (betwist) Waarnemend president Juan Guaidó (deels internationaal erkend)                                 |
| Verenigde Arabische Emiraten | President Khalifa bin Zayed Al Nahayan (tot 13 mei) Waarnemend president Mohammed bin Rasjid Al Maktoem (van 13 mei tot 14 mei) President Mohammed bin Zayed Al Nahyan (vanaf 14 mei) | Premier Mohammed bin Rasjid Al Maktoem                                                                                            |
| Verenigd Koninkrijk          | Koningin Elizabeth II (tot 8 september) Koning Charles III (vanaf 8 september) | Premier Boris Johnson (tot 6 september) Premier Liz Truss (van 6 september tot 25 oktober) Premier Rishi Sunak (vanaf 25 oktober) |
| Verenigde Staten             | President Joe Biden | President Joe Biden |
| Vietnam                      | President Nguyễn Xuân Phúc | Premier Phạm Minh Chính |

## W
| Landsnaam   | Staatshoofd                     | Regeringsleider            |
| ----------- | ------------------------------- | -------------------------- |
| Wit-Rusland | President Aleksandr Loekasjenko | Premier Roman Golovtsjenko |

## Z
| Landsnaam   | Staatshoofd | Regeringsleider |
| ----------- | --- | --- |
| Zambia      | President Hakainde Hichilema | President Hakainde Hichilema |
| Zimbabwe    | President Emmerson Mnangagwa | President Emmerson Mnangagwa |
| Zuid-Afrika | President Cyril Ramaphosa | President Cyril Ramaphosa |
| Zuid-Korea  | President Moon Jae-in (tot 10 mei) President Yoon Suk-yeol (vanaf 10 mei)                                                                                   | Premier Kim Boo-kyum (tot 12 mei) Premier Choo Kyung-ho (waarnemend, van 12 mei tot 20 mei) Premier Han Duck-soo (vanaf 20 mei)                             |
| Zuid-Soedan | President Salva Kiir Mayardit | President Salva Kiir Mayardit |
| Zweden      | Koning Carl XVI Gustaf | Premier Magdalena Andersson (tot 18 oktober) Premier Ulf Kristersson (vanaf 18 oktober)                                                                     |
| Zwitserland | Bondsraad met als leden: Ignazio Cassis (bondspresident), Viola Amherd, Alain Berset, Karin Keller-Sutter, Ueli Maurer, Guy Parmelin en Simonetta Sommaruga | Bondsraad met als leden: Ignazio Cassis (bondspresident), Viola Amherd, Alain Berset, Karin Keller-Sutter, Ueli Maurer, Guy Parmelin en Simonetta Sommaruga |